# Pierre Gonnord
Pierre Gonnord   (Cholet, 28 de juny de 1963 - Madrid, 21 d'abril de 2024) va ser un fotògraf autodidacta resident a Madrid des de 1988. A més d'estudiar economia a París i treballar amb agències i empreses de comunicació i màrqueting, es va dedicar a la fotografia de retrat des de l'any 1996. Considerava que aquest gènere en cap cas és el reflex de l'ànima, sinó el resultat de la suma de tres intimitats: la del model, la de l'autor i la de l'espectador. Un mirall a través del qual cadascú pot veure i interpretar el que consideri. També va treballar els paisatges. En definitiva, considerava que la fotografia té el poder de partir d'una realitat i transportar-te a una altra.

## Biografia
La seva primera càmera va ser una Minolta, propietat del seu pare, que només podia fer servir els diumenges i amb molt de compte. A finals del 1998 va iniciar un projecte molt personal -definitori del seu treball- sobre els rostres humans amb diverses sèries d'imatges. El seu principal objectiu va ser donar visibilitat i lluitar contra l'oblit de diferents grups humans, allunyats de les grans ciutats, en una societat molt urbanita que no veu el que succeeix fora del seu cercle.
Va començar amb unes seqüències de retrats de la joventut urbana de la societat occidental anomenats Interiors (Madrid, 1999) i City (Nova York, 2001). Amb el pas del temps, es va endinsar més en personatges marginals de la perifèria, els sensesostre, cecs, monjos o membres de bandes urbanes com la yakuza o zíngars romanesos. En sèries com Regards (2000-2003), Far East (2003) i Utópicos (2004-2005), tot i que els seus personatges sempre pertanyen a un col·lectiu o grup social concret, Gonnord no va deixar que aquests perdessin la seva essència individual. Gonnord s'interessà per la seva força moral, carisma i sensibilita. A través d'ells va buscar el gènere humà, universal i atemporal.
Les fotografies de Pierre Gonnord comparteixen, si més no, certs trets en comú. Són sempre de gran format i amb fons fosc, neutral. Explicà que així ho decidí per eliminar qualsevol context. Vol centrar-se únicament en l'individu a fotografiar. Realitzava les obres sempre en un estudi improvisat a la casa del model o en el seu lloc de treball habitual amb un sol punt de llum. Si cal, feia servir un petit flaix de 500 W. Els personatges acostumen a estar asseguts en silenci, en primer o mig pla. Intenta que els retocs siguin únicament en termes de correcció d'ajustos tonals, i decideix en tot moment el color dominant que vol, i aquest acostuma a ser verd, blau o cian. Les imatges sempre estan anomenades segons el nom del retratat.